# 제임스 매디슨
제임스 매디슨 주니어(영어: James Madison Jr., 1751년 3월 16일 ~ 1836년 6월 28일)는 "미국 헌법"의 기본 틀 중의 하나이자 미국 의회에 버지니아주 하원과 토머스 제퍼슨 아래 국무장관을 지낸 미국의 4대 대통령이었다. "미국 헌법의 아버지"로 불린 매디슨은 1787년 필라델피아 제헌회의의 결성자, 사절단과 기록자로서 지도적인 역할을 하였다. 그는 주들에 의한 헌법의 채택을 위하여 영향적인 주창자이며 새로운 연방 헌장에서 권리장전을 포함한 가장 강력한 지지자였다. 알렉산더 해밀턴과 존 제이와 함께 매디슨은 새롭게 독립한 미국에 관련된 정치적 이론, 역사적 관례와 특정 요인들에 기초를 두어 제안된 헌법을 지킨 정부에 85개 수필의 일련 연방주의자 논집을 저서하였다.
초안된 헌법은 특정 시민의 권리를 열거하지 않았으나 대신 정부의 권력들을 좁게 규정지었다. 권리장전의 상대들, 특히 해밀턴은 특정 권리 명명이 정부에 의하여 보호될 나열된 자들보다 아무 다른 권리들을 암시할 것 같은 걱정이 들었다. 헌법의 비준에 이어 매디슨은 1789년의 첫 의회에서 1791년에 권리장전으로서 비준되고 채택된 다양한 자유 - 그 중에 언론, 연설, 회의와 종교의 자유를 보증하는 10개의 수정 조항을 소개하였다.
제퍼슨의 정치적 제휴와 해밀턴과 연방주의자들의 증가적으로 당파적 상대였던 매디슨은 1790년대 중반에 민주공화당을 창립하는 도움을 주었고, "1800년의 혁명"에서 제퍼슨의 선거로 이끈 풀뿌리 정치 활동의 제도를 지었다. 매디슨은 종교적 문제들에서 합리주의자였고, 아직 교회와 국가의 녹채에 관하여 경고한 종교적 관용을 성원하였다. 자신의 전에 조지 워싱턴, 존 애덤스와 제퍼슨처럼 매디슨은 정치적 자유가 공중 도덕을 미리 추정한 것을 주장하였다. 그는 "정부의 아무 형성이 국민들에 아무 미덕없이 자유 혹은 행복을 안정시키는 것을 가정하는 것은 괴물같은 아이디어이다."라고 말하였다.
미영전쟁이 한창인 1814년 8월, 영국군에 의해 수도 워싱턴이 점령당하고 백악관이 영국군에 의한 방화로 불타오르는 굴욕을 겪었다. 민병대가 영국군을 퇴각시킨후 환도하여 복구작업을 하며 집무실과 관저의 외벽을 흰색 페인트로 칠하였는데 이로 인해 백악관이라 불리기 시작하였다.

## 어린 시절

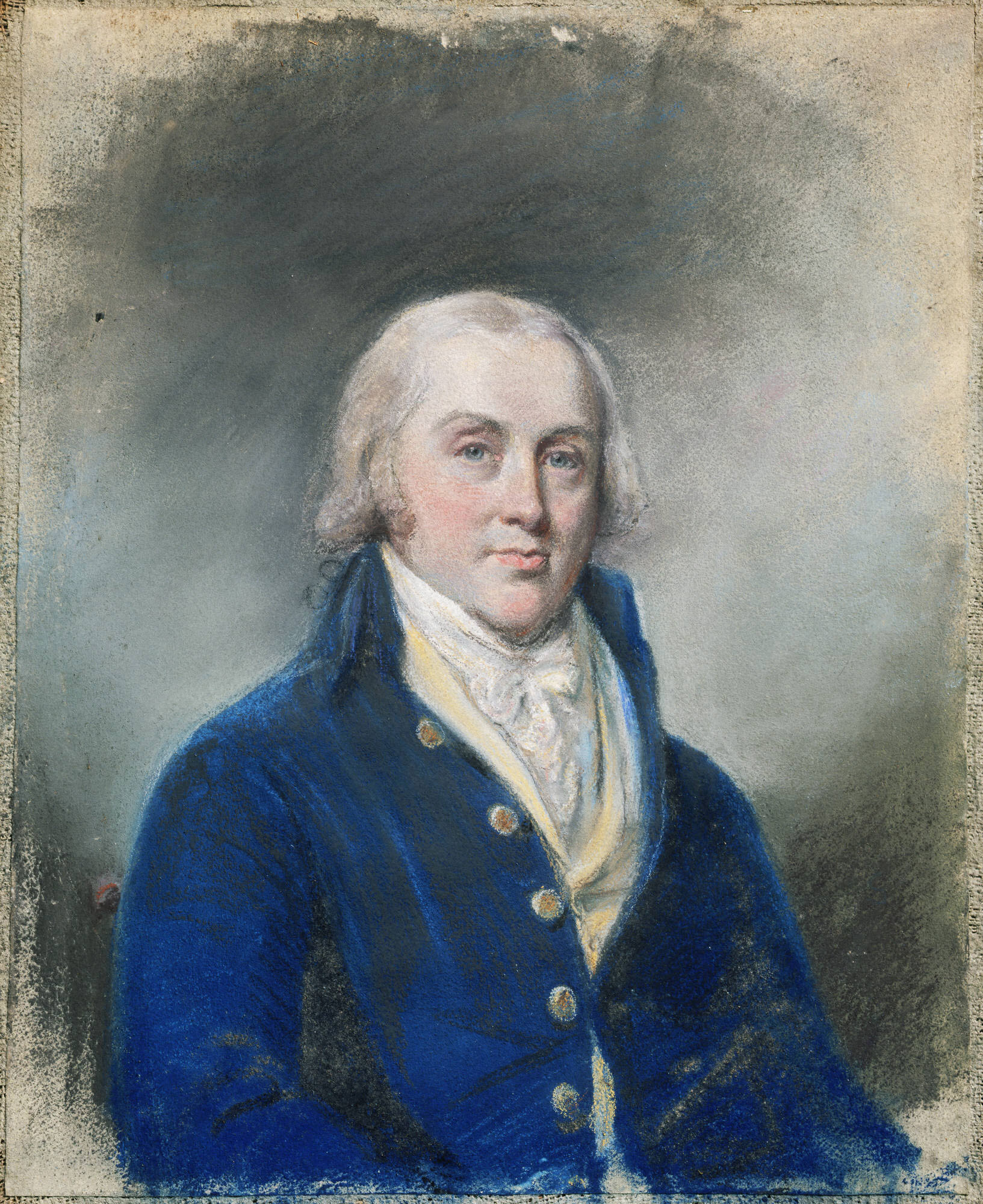
대학생 시절의 매디슨 (제임스 샤플스 작)

제임스 메이슨 2세는 당시 대영 제국 버지니아 식민지 (현재 미국 버지니아주) 포트콘웨이에서 태어났다. 그는 12명의 자식들 중 첫째였고, 그들 중 7명 만이 성인기에 도달하였다. 그의 부모 대령 제임스 매디슨 1세와 엘리노어 로지 "넬리" 콘웨이는 노예 소유자들이자 매디슨이 자신의 어린 시절의 대부분을 보낸 버지니아주 오린지군에서 담배 재배원의 번창한 주인들이었다. 그는 성공회 신앙으로 자라왔다. 매디슨의 재배원 생활은 정착자들에게 버지니아의 법적 보조금을 많은 계약된 하인들을 수입하는 데 이용한 자신의 친가 증조부 제임스 매디슨에 의하여 가능하게 만들어져 그에게 큰 땅을 쌓도록 허용하였다. 자신의 조상들처럼 매디슨은 노예들을 소유하였다.
1769년 매디슨은 뉴저지 칼리지에서 수학하는 데 재배원을 떠나 2년의 세월에 대학의 4년 과정을 끝냈으나 과로에 치쳤다. 그가 자신의 건강을 다시 얻을 때 그는 주의 입법부에 근무하여 토머스 제퍼슨의 부하로서 알려지게 되었다. 재능에서 그는 버지니아 주립 정치에서 현저한 인물이 되어 그들의 종교적 자유의 선언을 기안하고, 버지니아가 대륙 회의로 그들의 노스웨스트 준주 (오늘날 오하이오주, 인디애나주와 일리노이주의 대부분으로 이루어짐)를 주는 데 설득시켰다.
대륙 회의에 사절단으로서 그는 입법 기관과 의회 세부의 주인으로 숙괴되었다. 주의 입법부로 돌아와 그는 평화를 환영하였으나 곧 국가 연합의 허약에 울려졌다. 그는 새 헌법의 강한 주창자였고, 1787년 필라델피아에서 열린 제헌회의에서 주요한 점들을 기안하고 협상하는 데 지고적인 역할을 하였다. 빠른 비준을 위형 밀고나가는 것을 원조하는 데 그는 연방주의자 논집을 쓰는 데 알렉산더 해밀턴과 존 제이와 함께 가입하였다. 1788년 버지니아로 돌아온 그는 헌법의 비준 이전에 헌법 개정을 추구한 패트릭 헨리와 다른이들을 말로 결투한 주회의에서 헌법의 비준을 위한 싸움을 이끌었다. 매디슨은 가끔 기안과 비준에 자신의 역할로 "헌법의 아버지"로 언급되었다. 하지만 매디슨은 "내가 진정하지 않는 신용으로 지내오며 ... 헌법은 전설의 지혜의 여신 같지 않은 단일 두뇌의 자손이었다. 많은 머리와 많은 손들의 업무로서 여겨져야 한다"로서 항의하였다.

## 의원 시절

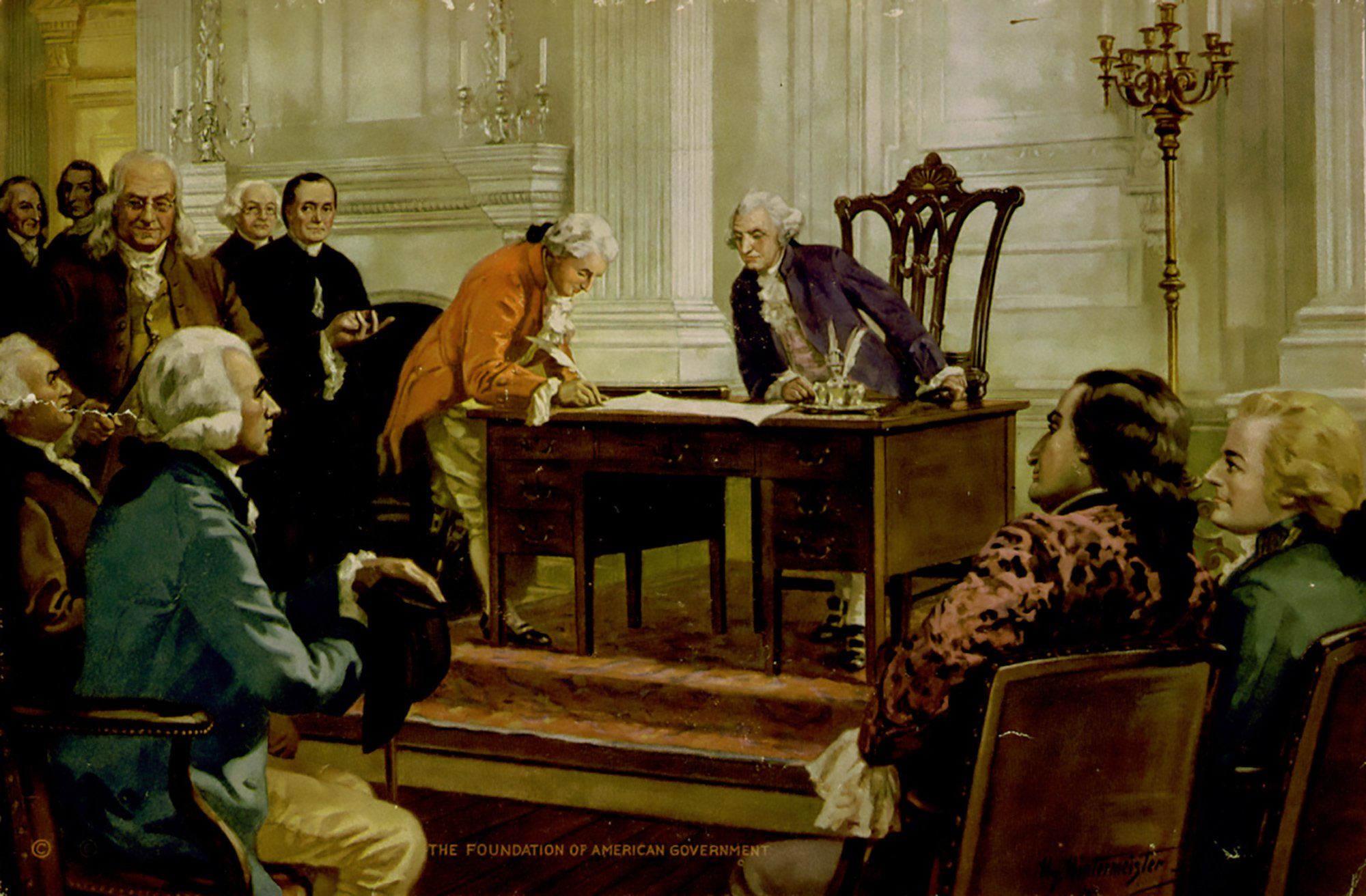
조지 워싱턴 앞에서 거버누어 모리스가 헌법에 서명하는 모습. 벤저민 프랭클린의 앞에 로버트 모리스의 옆에 앉은 이가 매디슨

미국 헌법이 비준된 후, 매디슨은 자신의 고향 버지니아로부터 미국 하원으로 선출되었고, 제1차 의회에서 제4차 의회를 지나면서 지냈다. 제퍼슨과 함께 그는 하원에서 자신의 최종 기간 동안 민주공화당의 공동 창립자였다. 1789년 6월 8일 그는 성공적으로 12개의 제안된 수정 조한들을 헌법으로 제공하였다. 조지 메이슨에 의하여 초기 작업에 기초를 둔 이 권리들의 마지막 10개는 1791년 12월 15일까지 권리장전으로서 집합적으로 알려진 것으로 되었다. 조항의 11조는 후의 2개의 세기들보다 뒤늦게 더욱 비준되어 오늘날 미국 헌법 수정 제27조이다.
의회에서 매디슨의 시간의 주요 특성은 연방 정부의 권력을 제한시키는 그의 욕망이었다. 이 시간 동안 해밀턴과 제퍼슨 사이의 토론은 미국 역사에서 첫 정당들의 창립으로 이끌었다. 연방당의 당원들은 해밀턴을 따랐고 강한 중앙 정부에 믿었다. 매디슨은 공화주의의 가치를 약화시키려고 한 집중화된 친영파의 협력자로서 해밀턴주의자들을 반대한 민주공화당의 창조에서 수단이 되었다. 매디슨은 해밀턴의 제안된 미합중국 제1 은행을 막는 데 비성공적 시도를 지도하여 새로운 허넙이 은행을 형성하는 데 연방 정부를 명쾌하게 허용하지 않았다고 주장하였다.
1794년 매디슨은 존 토드의 미망인인 돌리 토드와 결혼하였다. 그 일은 대통령에게 정치적 제휴로서 "퍼스트 레이디"의 역할을 발명하면서 크게 신임된 일이었다.
1797년 매디슨은 의회를 떠났고, 이듬해 그와 제퍼슨은 주들이 비헌법적 연방 법률을 막을 수 있어 1861년까지 주권 주장의 근거가 된 것을 주장했던 켄터키-버지니아 결의문을 비밀적으로 썼다. 대부분의 전기 작가들은 매디슨과 함께 상전벽해가 1787년 ~ 88년 강한 민족주의로부터 1798년 결의문에서 과격해진 주권의 직위로 옮긴 것을 보았다. 다른 학자들, 두드러지게 랜스 배닝은 더 많은 연속성을 보아 매디슨이 해밀턴의 권력적인 국가의 꿈에 전혀 잡히지 않았다고 주장한다.

## 국무장관 (1801 ~ 09)

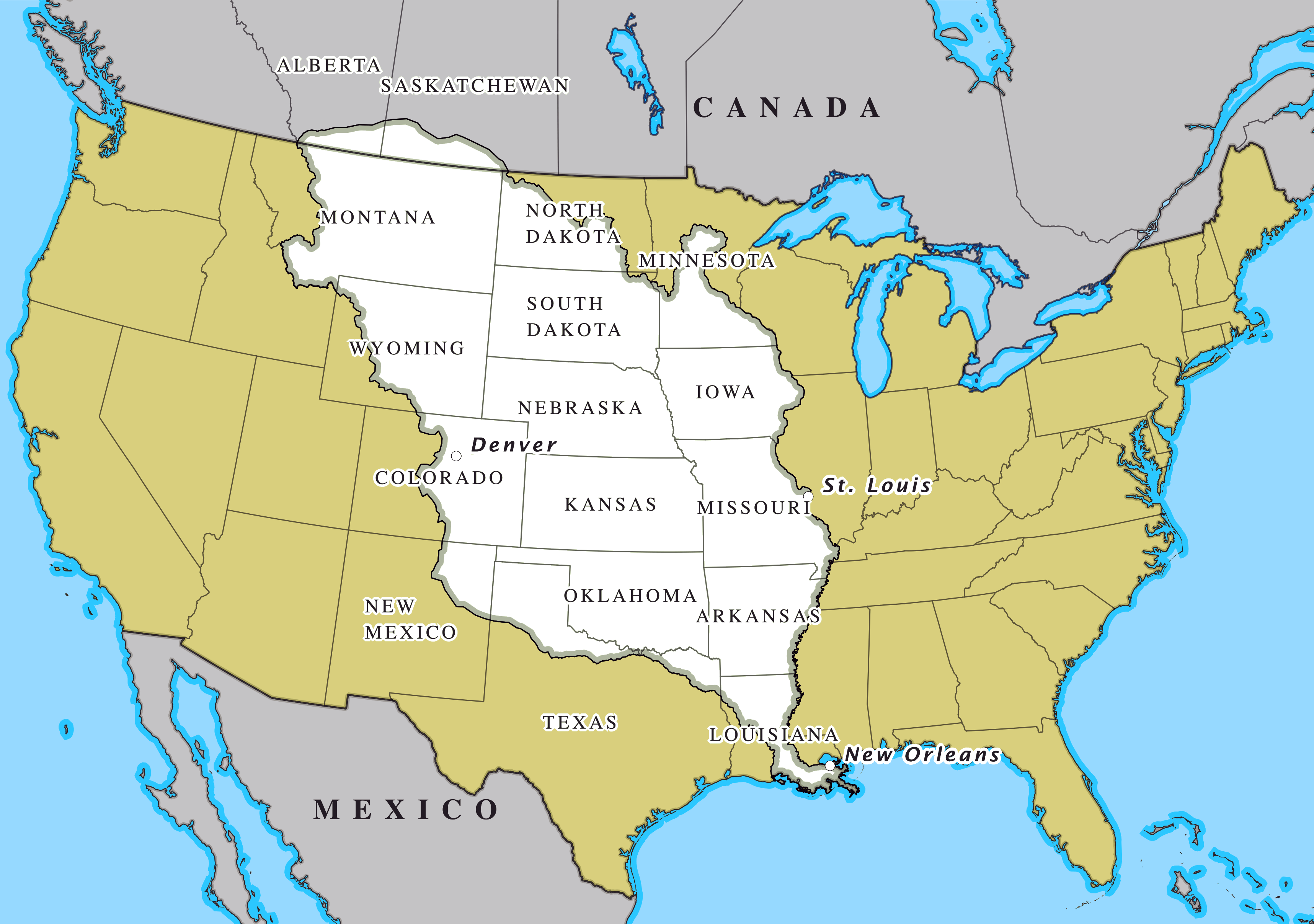
1803년 루이지애나 매입으로 당시 미국의 영토는 두배로 늘어났다.

제퍼슨 행정부 동안에 매디슨이 향한 주요 도전은 거의 끊임없이 전쟁에 있던 영국과 프랑스 두 제국 사이에 조종하는 것이었다. 1803년 첫 거대한 승리는 나폴레옹이 광대한 영토를 자신이 방어할 수 없던 것을 알아차릴 때 가능하게 만들어진 루이지애나 매입이었으며 영국이 빼앗지 않은 프랑스의 유리한 점으로였다. 그와 제퍼슨 대통령은 매입을 위하여 의회적 찬성을 협상하고 이기는 데 당의 정책을 역전시켰다. 매디슨은 중립을 유지하려고 했으나 동시에 국제법 아래 미국의 법적 권리에 주장하였다. 하지만 런던 혹은 파리 아무도 많은 존중을 보이지 않았다. 매디슨과 제퍼슨은 아무 외국과 무역을 하는 데 전체의 미국인들을 금지시키는 것을 의미한 영국을 처벌하는 데 통상 금지에 결정하였다. 통상 금지는 외교 정책으로서 실패하였고, 대신 해외 무역에 의지한 북동부 해안선에서 엄청난 어려움을 일으켰다. 민주공화당의 간부 회의는 당을 위하여 대통령 후보들을 선택하였고 매디슨은 1808년의 선거에서 선택되어 찰스 코츠워스 핑크니를 쉽게 꺾었다.

## 대통령 재임 (1809 ~ 17)

### 취임과 조각

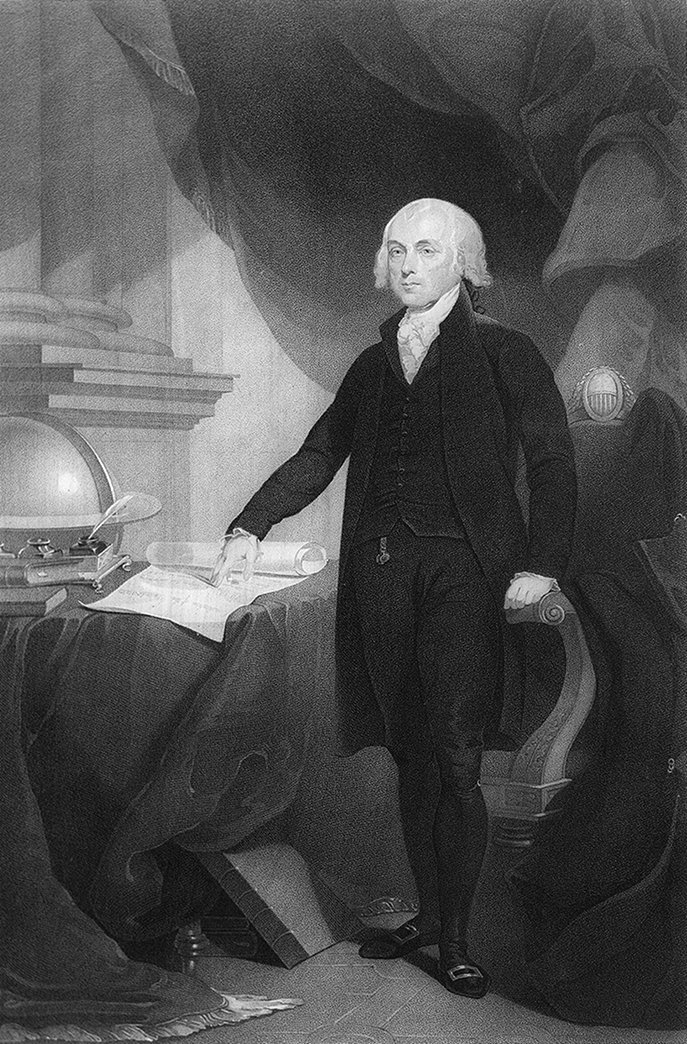
제임스 매디슨

1809년 3월 4일, 매디슨은 취임 선서를 하고 미국 대통령으로 취임했다. 정치적 통합과 지지를 누렸던 제퍼슨과 달리 매디슨은 경쟁자이자 친구인 제임스 먼로와 조지 클린턴 부통령의 정치적 반대에 많이 부딪혔다. 또한 매디슨의 내각은 매우 약했다. 국무장관에 앨버트 갤러틴을 지명했으나 반대에 부딪쳤고 의회와 싸우지 않기위해 지명을 철회했다. 국무장관에는 로버트 스미스가 임명되었으나 스미스는 무능하였기 때문에 치열한 당쟁 끝에 1811년 4월 국무장관을 제임스 먼로로 교체했다. 매디슨 내각의 나머지 구성원들은 국익과 정치적 화합을 위해 선출되었으며, 대체로 눈에 띄지 않거나 무능했다. 매디슨은 각료 회의를 소집하지 않고 주요 정책을 갤러틴과 상의하곤했다.

### 미영전쟁(1812년)

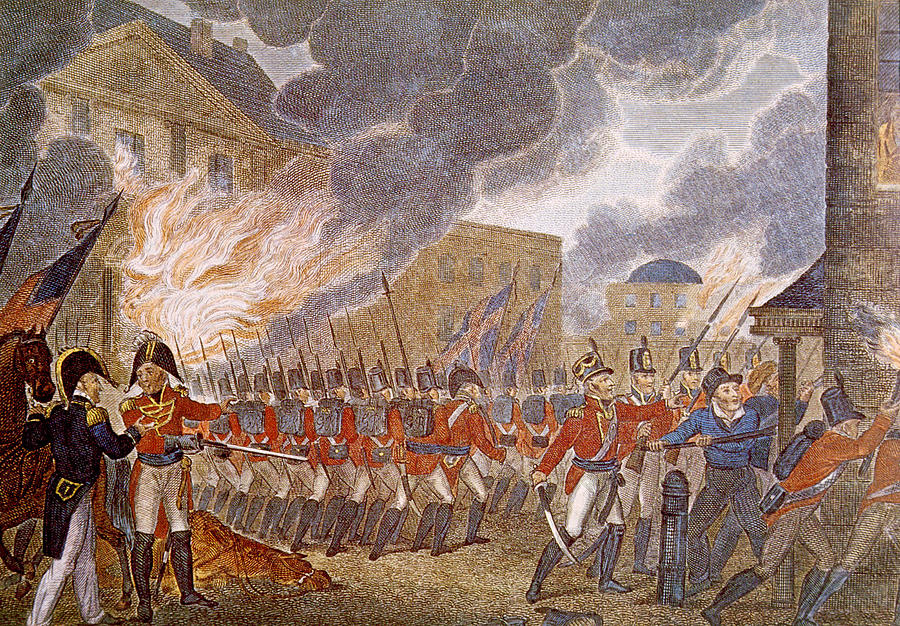
미국 의사당에 불을 지르는 영국군들 (1814년 8월 24일)

1812년, 메디슨 행정부는 영국에 선전 포고를 하였다. 이로써 독립전쟁 종전 후 29년만에 다시 영국과 전쟁이 시작되었다. 영국이 캐나다 인디언과 미시시피 강 서부의 인디언들을 지원, 선동하여 미국의 안보를 위협했고 미국 상선을 공격하였다는 것이 전쟁의 명분이었다. 독립전쟁후 영국으로부터 넘겨받은 오대호 연안으로 미국인들이 이주하자 인디언들과 갈등이 발생했다. 1810년에 일어난 인디언 반란은 쉽게 진압되었으나 패전한 인디언들이 캐나다로 숨어들어간후 개척민들은 계속 괴롭혔다. 영국은 이들을 지원하여 폭동을 조장했다. 미시시피 강 인근에서도 동일한 일들이 자주 벌어졌다.
해상에서는 영국해군이 미국 상선을 나포하여 미국인들을 납치한후 강제 징병 하였다. 탈영병, 위장 귀화 미국인, 위조 신분증 사용자라는 것이 명분이었으나 실질적으로는 해상봉쇄 작전에 따른 부족한 해군인력보강 차원이었다. 또한 대륙봉쇄령(1806년)이후 영국에 의해 해상역봉쇄가 취해진 가운데 양국간 무역분쟁이 벌어져 감정이 곱지만은 않았다. 사태가 그리 심각한 수준은 아니었으나 미국내 여론이 악화되면서 매디슨은 선전포고를 할 수 밖에 없었다. 개전 초기 양국은 공개적인 갈등을 원치 않았다. 미국은 전쟁을 하기 위한 충분한 준비가 되어 있지 않았고, 영국은 프랑스와 전쟁(6차 대불동맹전쟁)에 집중하기 위해 미국의 선전포고를 무시하기까지 했다.
소규모 전투에서 미국이 승전하였으나 결정적인 승리를 거두지는 못한채 지지부진하게 전쟁이 이어졌다. 그런데 1813년 10월, 라이프치히 전투에서 나폴레옹이 패배한후 몰락하자 상황이 달라졌다. 영국이 병력을 증강한후 1814년 8월에 미국의 수도 워싱턴을 점령해버렸다. 영국군은 도시를 파괴하고 불을 질렀다. 특히 대통령 관저와 집무실이 있는 건물이 방화로 검게 그을리게 되었다. 민병대의 활약으로 영국군이 철수한후 환도하여 복구작업이 진행되었는데, 이때 검게 그을린 대통령 관저의 외벽을 흰색 페인트로 칠했다. 이로 인하여 대통령 관저를 백악관(White house)이라 부르게 되었다.
남부와 서부의 이주 백인들은 인디언의 땅을 빼앗거나 농산물 수출 확대를 기대하며 전쟁을 열심히 지원하고 자진 참전하여 영국군에게 강하게 맞섰다. 예상밖에 강한 대응에 영국은 여러차례 패전을 당했다. 영국은 미국을 만만하게 보았으나 자신들과 대등한 수준으로 싸울 정도로 미국의 국력이 신장된것에 당황하였고, 프랑스와의 전쟁에서 힘을 소진한 만큼 미국과의 전쟁이 길어지는 것을 바라지 않았다. 실리도 명분도 부족했던 전쟁이 길어지는 상황을 미국도 원치 않았다. 양국의 이해가 맞물리며 1814년 12월 24일, 헨트조약을 맺고 종전에 합의 하였다.
이 조약으로 미영의 영토는 전쟁 이전의 상태로 되돌리게 되었다. 표면적으로는 미국이 전쟁에서 얻은 실익은 없었으나 세계 최강인 영국과 대등하게 싸웠다는 점 때문에 대외적인 국가의 위상이 높아졌다. 국내에서는 민족주의와 애국의 분위기가 고무되어 연방간에 분열의 흐름이 약해졌으며 서부 개척 사업에도 탄력이 붙게 되었다.

### 행정부와 내각
| 직책     | 이름                    | 재임 기간 |
|          |                         |           |
| 대통령   | 제임스 매디슨           | 1809-1817 |
| 부통령   | 조지 클린턴             | 1809-1812 |
|          | 엘브리지 게리           | 1813-1814 |
|          |                         |           |
| 국무장관 | 로버트 스미스           | 1809-1811 |
|          | 제임스 먼로             | 1811-1814 |
|          | 제임스 먼로             | 1815-1817 |
| 재무장관 | 앨버트 갤러틴           | 1809-1814 |
|          | 조지 W. 캠벨            | 1814      |
|          | 알렉산더 J. 댈러스      | 1814-1816 |
|          | 윌리엄 H. 크로퍼드      | 1816-1817 |
| 전쟁장관 | 윌리엄 유스티스         | 1809-1812 |
|          | 존 암스트롱 주니어      | 1813      |
|          | 제임스 먼로             | 1814-1815 |
|          | 윌리엄 H. 크로퍼드      | 1815-1816 |
|          | 조지 그레이엄(임시대행) | 1816-1817 |
| 법무장관 | 시저 A. 로드니          | 1809-1811 |
|          | 윌리엄 핑크니           | 1811-1814 |
|          | 리처스 러시             | 1814-1817 |
| 우정장관 | 기디언 그레인저         | 1809-1814 |
|          | 리턴 마이그스           | 1814-1817 |
| 해군장관 | 폴 해밀턴               | 1809-1813 |
|          | 윌리엄 존스             | 1813-1814 |
|          | 벤저민 크라우닌쉴드     | 1815-1817 |

### 대법관 임명
매디슨은 미국 대법원으로 다음과 같은 재판관들을 임명하였다. -
- 게이브리얼 듀벌 - 1811년
- 조지프 스토리 - 1812년

### 합중국으로 편입된 주들
- 루이지애나주 - 1812년 4월 30일
- 인디애나주 - 1816년 12월 11일

## 이후의 생애

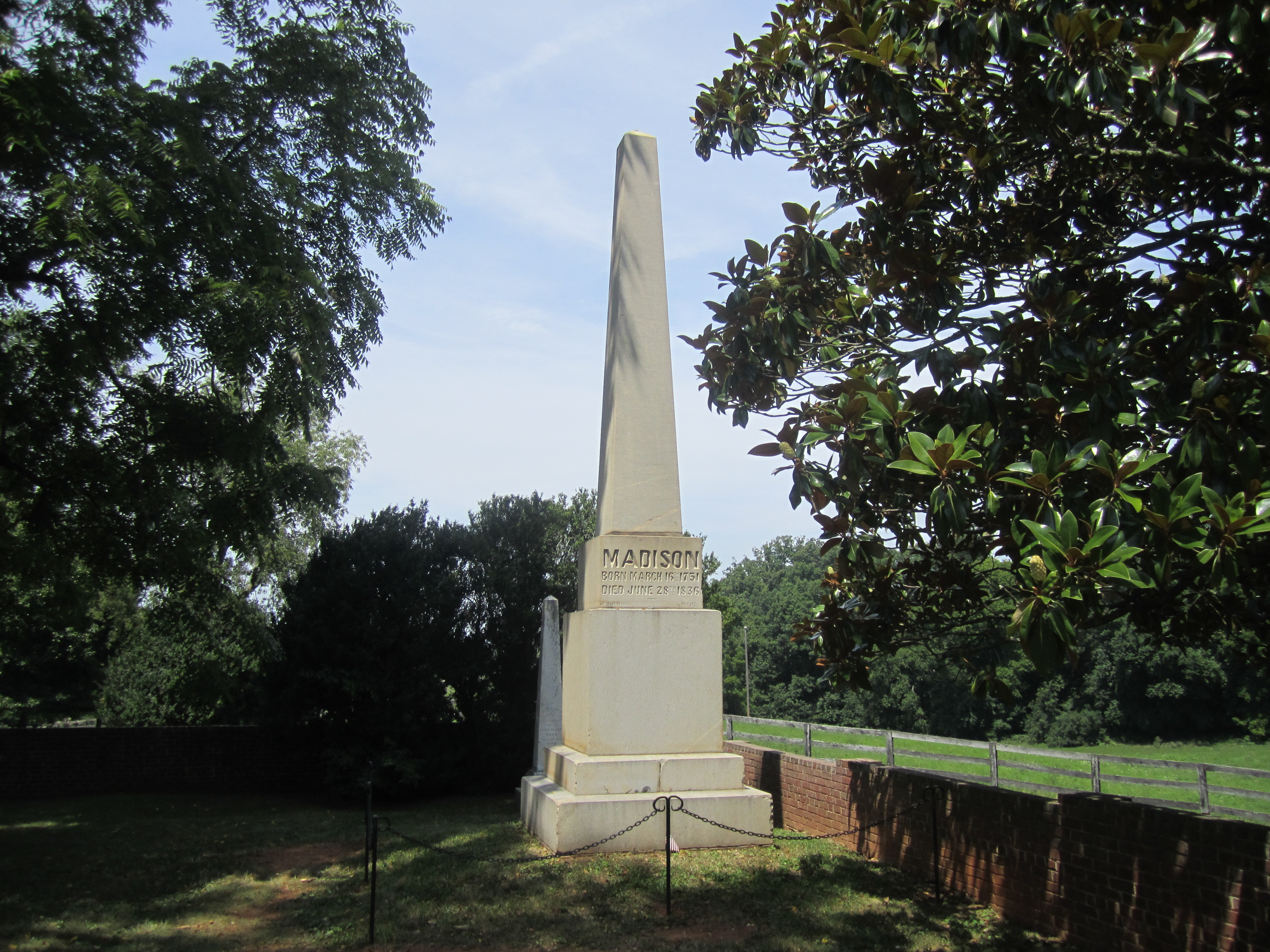
버지니아주 몬트펠리어에 있는 매디슨의 묘비

대통령직을 떠난 후, 매디슨은 제퍼슨의 몬티셀로에서 멀지 않았던 버지니아주에서 자신의 담배 재배원 몬트펠리어로 퇴직하였다. 그는 정치적 정세에 광범위한 통신에 종사하였고, 17년 동안 버지니아 대학교의 방문자 위윈회에 근무하였다. 1826년 7월 4일 제퍼슨의 사망에 매디슨은 버지니아 대학교의 총장이 되어 자신의 사망까지 다음 10년 동안 근무하였다. 그의 사망은 1836년 6월 28일 류머티즘과 심부전으로부터 일어났다. 그는 자식이 없었고, 사망하는 데 마지막 건국의 아버지였다. 제헌 회의에 그의 상세한 기록들은 그가 사망한지 몇년에 출판되었다.
매디슨의 초상화는 5000 달러 지폐에 나왔다. 1861년과 1946년 사이에 발행된 20개의 다른 다양한 5000 달러 지폐들이 있었고 셋만 빼고 모두 제임스 매디슨이었다.

## 기타
그는 키가 163cm으로 역대 미국 대통령 중 가장 최단신이다.

## 역대 선거 결과
| 선거명      | 직책명                         | 대수 | 정당           | 득표율  | 득표수 (선거인단) | 결과 | 당락                     |
| ----------- | ------------------------------ | ---- | -------------- | ------- | ----------------- | ---- | ------------------------ |
| 1789년 선거 | 하원의원 (버지니아 제5선거구)  | 1대  | 반연방주의자당 | 57.37%  | 1,308표           | 1위  | 버지니아주 하원의원 당선 |
| 1790년 선거 | 하원의원 (버지니아 제5선거구)  | 2대  | 반연방주의자당 | 97.79%  | 133표             | 1위  | 버지니아주 하원의원 당선 |
| 1792년 선거 | 하원의원 (버지니아 제15선거구) | 3대  | 반연방주의자당 | 100.00% | 75표              | 1위  | 버지니아주 하원의원 당선 |
| 1794년 선거 | 하원의원 (버지니아 제15선거구) | 4대  | 민주공화당     | 100.00% | 1표               | 1위  | 버지니아주 하원의원 당선 |
| 1799년 선거 | 버지니아 주지사                | 12대 | 민주공화당     | 1.18%   | 2표               | 3위  | 낙선                     |
| 1808년 선거 | 미국의 부통령                  | 4대  | 민주공화당     | 1.71%   | 3표 (0명)         | 5위  | 낙선                     |
| 1808년 선거 | 미국의 대통령                  | 4대  | 민주공화당     | 64.73%  | 124,732표 (122명) | 1위  |                          |
| 1812년 선거 | 미국의 대통령                  | 4대  | 민주공화당     | 50.37%  | 140,431표 (128명) | 1위  |                          |